# Conselho das Conferências Episcopais da Europa
O Conselho das Conferências Episcopais da Europa (em latim: Consilium Conferentiarum Episcoporum Europae) (CCEE) é uma conferência dos presidentes das 33 conferências episcopais católicas romanas da Europa, o Arcebispo de Luxemburgo, o Arcebispo de Mônaco, o Eparca católico maronita do Chipre, o bispo católico romano de Chişinău, a Eparca católica rutena de Mukacheve, e o Administrador Apostólico da Estônia.
O presidente é o Arcebispo Gintaras Linas Grušas, Arcebispo de Vilnius. Os vice-presidentes são o Cardeal Jean-Claude Höllerich, arcebispo de Luxemburgo, e o Bispo László Német, Bispo de Zrenjanin. O secretário-geral do CCEE é o Pe. Martin Michalíček.
Os escritórios do CCEE estão localizados em São Galo, Suíça.

## Presidentes
- Arcebispo Roger Etchegaray (1971–1979), Arcebispo de Marseille
- Cardeal George Basil Hume (1979–1986), Arcebispo de Westminster
- Cardeal Carlo Maria Martini (1986–1993), Arcebispo de Milão
- Cardeal Miloslav Vlk (1993–2001), Arcebispo de Praga
- Bispo Amédée Grab (2001–2006), Bispo de Chur
- Cardeal Péter Erdő (2006–2016), Arcebispo de Esztergom-Budapeste
- Cardeal Angelo Bagnasco (2016-2021), Arcebispo de Gênova
- Arcebispo Gintaras Linas Grušas (2021- atual ), Arcebispo de Vilnius

## Vices presidentes

### Primeiros vices-presidentes
- Cardeal Bolesław Kominek (1971-1974), Arcebispo de Wrocław
- Arcebispo Jerzy Stroba (1974-1983), Arcebispo de Poznań
- Arcebispo Ramón Torrella Cascante (1983-1993), Arcebispo de Tarragona
- Arcebispo István Seregély (1993-2001), Arcebispo de Eger
- Cardeal Cormac Murphy-O'Connor (2001-2006), Arcebispo de Westminster
- Cardeal Jean-Pierre Bernard Ricard (2006-2011), Arcebispo de Bordeaux
- Cardeal Angelo Bagnasco (2011-2016), Arcebispo de Gênova
- Cardeal Vincent Nichols (2016-2021), Arcebispo de Westminster
- Cardeal Jean-Claude Höllerich (2021- atual), Arcebispo de Luxemburgo

### Segundos vices-presidentes
- Bispo Jean-Baptiste Musty (1971-1982), Bispo auxiliar de Namur
- Bispo Paul-Joseph Schmitt (1982-1983), Bispo de Metz
- Arcebispo Alojzij Šuštar (1983-1993), Arcebispo de Ljubljana
- Bispo Karl Lehmann (1993-2001), Bispo de Mainz
- Cardeal Josip Bozanić (2001-2011), Arcebispo de Zagreb
- Arcebispo Józef Michalik (2011-2014), Arcebispo de Przemyśl
- Arcebispo Angelo Massafra (2014-2016), Arcebispo de Shkodër-Pult
- Arcebispo Stanisław Gądecki (2016-2021), Arcebispo de Poznań
- Cardeal László Német (2021-atual), Arcebispo de Belgrado

## Secretários Gerais
- Presbítero Alojzij Šuštar (1971–1977), Presbítero de Ljubljana e Chur
- Bispo Ivo Fürer (1977–1995), Bispo de Saint Gallen
- Monsenhor Aldo Giordano (1995–2008), Presbítero de Cuneo
- Monsenhor Duarte Nuno Queiroz de Barros da Cunha (2008–2018), Presbítero de Lisboa
- Presbítero Martin Michalíček (2018-atual) Presbítero de Nitra